# Хуту
Хуту је централноафричка банту етничка група која претежно живи у Руанди и Бурундију. Хутуи се још зову и Бахутуи или Вахутуи. Броје између 12.000.000 и 13.000.000 и представљају 90% становништва Руанде и 85% становништва Бурундија. 

## Историја

### Преколонизациони период
Када су се Хутуи први пут доселили у централну Африку у 1. веку п. н. е. они су тамо затекли народ Тва који су покорили. Живот Хутуа је био заснован на племенима са ситним краљевима који су познати као бахинза господари са ограниченом влашћу. Доласком Tутса на ове просторе у 14. и 15. веку, Хутуи су постали политички и економски подређени.

### Колонизациони период
Руанда и Бурунди су биле колонизоване од 1890. до 1962. године. Немци су владали овим простором од 1890. до краја Првог светског рата. Они су сматрали Тутсе узвишенијом, а Хутуе подређеном расом. У почетку су и Белгијанци давали предност Тутсима, али од педесетих година 20. века они подржавају Хуту вође у борби против Тутса који су тражили независност.  Непријатељство између Хутуа и Тутса је порасло 1959. и проузроковало насиље у региону.

### Постколонизациони период
Руанда и Бурунди су 1962. постале независне државе. У Руанди Хутуи су сменили Мваму (тутског краља) уз помоћ војске. У Бурундију је борба за независност била много мирнија. Бурунди су контролисали Тутси. У геноциду 1979. године у Бурундију је страдало између 100.000 и 300.000 Хутуа. Руандом су владали Хути све до 1994. године. Средином деведесетих грађански рат се распламсао, и тада је на стотине хиљада поубијано и расејано из Руанде, већином Тутса. Од 2006. насиље између Тутса и Хутуа се смирило, али је ситуација и у Руанди и Бурундију и даље напета, а на стотине хиљада људи је ван своје земље у избеглиштву.

## Култура
Већина Хутуа живи у руралним областима у колибама на породичним фармама, које су расуте по брдима Руанде и Бурундија. Хутуи зависе од стада стоке која им представља извор хране и прихода.
Отприлике једна четвртина Хутуа има традиционална веровања, али већина Хутуа су римокатолици, што је дело рада европских мисионара који су дошли ту у 19. веку. Хутуи говоре народним језиком китундуом у Бурундију и кињарвандом у Руанди. Има и оних који говоре француским, али веома мало.
Традиционалне активности укључују прављење корпа и обраду дрвета и метала. Пословице и песме су веома важне у култури Хутуа. Језик Хутуа је се зове Кињарванда у Руанди и Кирунди у Бурундију.